# Брус Ли
Ли Јун-фан (кин: 李振藩; пин: Lee Jun-fan; Сан Франциско, 27. новембар 1940 — Хонгконг, 20. јул 1973), познатији као Брус Ли, био је хонгконшки и амерички глумац, редитељ, мајстор борилачких вјештина, филозоф и оснивач борилачке вјештине џиткундо. Ли је био син звијезде кантонске опере Лија Хои-Чуена. Коментатори, критичари, медији и други мајстори борилачких вјештина сматрају га једним од најутицајнијих мајстора борилачких вјештина свих времена, као и иконом поп-културе 20. вијека. Често му се приписују заслуге за промјену начина на који су Азијати приказани у америчким филмовима.
Ли је рођен у кинеској четврти у Сан Франциску, 27. новембра 1940. године. Родитељи су му били поријеклом из Хонгконга, а он је одрастао у Каулуну, са својом породицом до касног пубертета. У филмску индустрију га је увео његов отац и као дијете се јавља у неколико филмова. Ли се сели у Сједињене Државе са 18 година како би стекао академско образовање на Вашингтонском универзитету у Сијетлу и у том периоду почиње да учи борилачке вјештине. Његови филмови хонгконшке и холивудске продукције доприњели су популаризацији хонгконшких борилачких филмова, што је изазвало талас интересовања за кинеске борилачке вјештине на Западу седамдесетих година 20. вијека. Правац и тон његових филмова промијенили су и утицали на борилачке вјештине и филмове о борилачким вјештинама у Сједињеним Државама, Хонгконгу и остатку свијета.
Познат је по својим улогама у пет дугометражних филмова: Лао Вејовим „Песница гнијева” (1971) и „Песница бијеса” (1972), Голден Харвестовом „На змајевом путу” (1972), у коме је Ли био сценариста и редитељ, Голден Харвестовом и Ворнер Бросовом „У змајевом гнијезду” (1973) и „Змајева игра смрти”, оба режирао Роберт Клаус. Ли је постао икона поп-културе позната широм свијета, нарочито међу Кинезима, јер је представљао кинески национализам у својим филмовима. Тренирао је борилачку вјештину винг-чун и касније комбинујући утицаје из различитих извора, у духу његове личне филозофије борилачких вјештина, изњедрио је џиткундо. Ли је посједовао двојно држављанство, Сједињених Држава и Хонгконга. Преминуо је у Ковлуну Тонгу 20. јула 1973. у 32. години живота.

## Младост
Брус Ли је рођен у 27. новембра 1940. године у Кинеској болници у Кинеској четврти у Сан Франциску. Према кинеском зодијаку, Ли је рођен у сату и години Змаја, што је према кинеској традицији снажан предзнак.
Брусов отац, Ли Хои-Чуен, био је Хан Кинез, а мајка, Грејс Хо, пола кинеског и пола кавкаског поријекла. Грејс Хо је била усвојена кћерка Хо Гумтунга и полунећака Роберта Хотунга, обојица су били значајни хонгконшки бизнисмени и филантропи. Не постоји документовани доказ по коме Брус Ли има дједа Нијемца по мајци како се популарно мисли, а његово европско поријекло води од бабе Енглескиње по мајци. Његова мајка је имала мајку енглеског и оца кинеског поријекла. Брус је био четврто од петоро дјеце: Фиби Ли, Агнес Ли, Питер Ли и Роберт Ли. Ли и његови родитељи су се вратили у Хонгконг када је он имао три мјесеца.

### Имена
Лијево кантонско име по рођењу било је Ли Јун-фан. Име хомофонетски значи „вратити се поново” и дала му га је његова мајка, која је сматрала да ће се вратити у Сједињене Државе. Због сујевјерне природе његове мајке, првобитно му је дала име Саи-фон, што је женско име које значи „мали феникс”. Сматра се да је енглеско име „Брус” добио од болничке љекарке др Мари Гловер.
Ли је имао још три кинеска имена: Ли Јуенсин, као породично име; Ли Јуенђен, које је користио као студент док је похађао Ла Сал колеџ и свој кинески надимак Ли Сјаолунг (мали змај). Лијево лично име Јун-фан се на кинеском првобитно писало као 震藩, међутим, кинески карактер Јун (震) био је дио имена његовог дједа, који се звао Ли Јун-биу (李震彪). Кинески карактер за Јун у Лијевом имену промијењен је хомонимом 振, како би се избјегао табу именовања у кинеској традицији.

### Породица
Лијев отац, Ли Хои-Чуен, био је један од водећих глумаца кантонске опере и филмских глумаца у то вријеме, кренуо је на једногодишњу оперску турнеју са својом породицом уочи јапанске инвазије на Хонгконг. Ли Хои-Чуен био је и на турнеју по Сједињеним Државама дуги низ година и наступао је пред бројном кинеском заједницом тамо.
Иако је много његових колега одлучило да остане у Сједињеним Државама, Ли Хои-Чуен се вратио у Хонгконг након Брусовог рођења. Послије неколико мјесеци, Хонгконг је нападнут и Ли је живио три године и осам мјесеци под јапанском окупацијом. Након краја рата, Ли Хои-Чуен наставља своју глумачку каријеру и постаје још популарнији током година обнове Хонгконга.
Лијева мајка, Грејс Хо, била је из једног од најбогатијих и најмоћнијих кланова у Хонгконгу, Хотунг. Она је била полунећакиња Роберта Хотунга, евроазијског партијарха клана. Као такав, млади Брус Ли је одрастао у богатом и привилегованом окружењу. Упркос предности статуса његове породице, насеље у коме је одрастао Ли постало је пренасељено, опасно и пуно супарничких банди због прилива избјеглица које су избјегле из комунистичке Кине у Хонгконг, који је у то вријеме био британска крунска колонија.
Након што је Ли учествовао у неколико уличних туча, његови родитељи су одлучили да је потребно да тренира неку борилачку вјештину. Лијев први сусрет са борилачким вјештинама био је преко његовог оца, од кога је научио основе Вуовог стила тајђићуена.

### Вингчун
Највећи утицај на развој Лијевих борилачких вјештина имало је учење вингчуна. Ли је почео учити вингчун од учитеља Ипа Мана када је имао 16 година, након што је изгубио неколико борби од чланова ривалске банде. Ипова редовна настава се састојала од неколико вјежби, чи сао (лепљиве руке) тренингу, техникама дрвене лутке и слободном спарингу. Није било одређеног обрасца за часове. Ип се трудио да свој ученике држи даље од уличних борби, охрабрујући их да се боре на организованим такмичењима.
Након годину дана тренинга вингчуна, већина Ипових ученика одбија да тренира са Лијем након што сазнају да је мијешаног поријекла, јер су Кинези углавном били против учења неазијата својим борилачким техникама. Лијев спаринг партнер, Хокингс Чеунг каже: „Ип Ман је лично подучавао, или дјелимично подучавао, вјероватно мање од шест људи у цијелом вингчун клану”. Међутим, Ли је показао велико интересовање за вингчун и наставио да тренира са Ипом Маном и Вонгом Шуном Леунгом 1955. године. Ван Кам Леунг, Вонгов ученик, свједок Лијевог и Вонгов спаринга, истакао је брзину и прецизност са којом је Ли био у стању да изврши ударац. Ли је наставио да тренира са Вонгом након што се вратио у Хонгконг из Сједињених Држава.

### Напуштање Хонгконга
Након похађања школе Так Сан, неколико блокова од његове куће у улици Натан роуд број 218 у Каулуну, Ли је пошао у основношколски дио Ла Сал колеџа када је имао 12 година. Око 1956. године, због сиромашног академског учинка (или могуће због лошег руковођења), пребачен је у колеџ Светог Франсиска Хавијера (средња школа) гдје му је ментор био брат Едвард, учитељ и тренер школског боксерског тима.
На прољеће 1959. године, Ли је учествовао у још једно уличној тучи, због које је позвана полиција. Све до његовог касног пубертета, Лијеве уличне туче су постале све чешће, а у једној од њих претучен је син припадника локалне банде Тријада. На крају, Лијев отац одлучују да његов син треба да напусти Хонгконг како би наставио сигурнији и здравији живот у Сједињеним Државама. Његови родитељи су полицији потврдили да су се бојали јер је овога пута Ли за противника имао организовану криминалну позадину, а постоји могућност да је постојао договор да он свој живот настави напољу.
Полицијски детектив је дошао и рекао: „Извините господине Ли, Ваш син се стварно гадно потукао у школи. Ако учествује у још једној тучи, можда ћу морати да га стрпам у затвор”.— Роберт Ли
Априла 1959. године, Лијеви родитељи су одлучили да га пошаљу у Сједињене Државе гдје би био са својом старијом сестром, Агнес Ли, која је већ живјела са породичним пријатељима у Сан Франциску.

### Нови живот у Сједињеним Државама
У 18. години живота, Ли се враћа у Сједињене Државе. Након што је живио неколико мјесеци у Сан Франциску, 1959. године се сели у Сијетл, како би наставио своје средњошколско образовање, гдје је радио за Руби Џоу као конобар у њеном ресторану.
Рубин супруг је био сарадник и пријатељ Лијевог оца. Лијев старији брат Питер Ли му се придружио у Сијетлу накратко, прије него што се преселио у Минесоту како би похађао колеџ. У децембру 1960. године, Ли је завршио средњу школу и стекао диплому Едисонове техничке школе (сада Сијетл сентрал колеџ, смјештен на Копитол Хилу у Сијетлу).
Марта 1961. године, Ли се уписује на Вашингтонски универзитет, смијер драма, према чланку универзитетског алумни часописа из 1999. године, а не филозофију како је наводио сам Ли и многи други. Ли је такође студирао филозофију, психологију и многе друге предмете. Он је на Вашингтонском универзитету упознао своју будућу супругу, Линду Емерли, колегиницу која је жељела да постане учитељ, а којом се жени у августу 1964. године.
Ли је са Линдом Емерли имао сина, Брендон Ли (1965—1993), и кћерку, Шенон Ли (рођена 1969).

## Борилачке вјештине

### Џун фан гунг фу
Ли је почео подучавати друге борилачким вјештинама у Сједињеним Државама од 1959. године. Борилачку вјештину коју је предавао назвао је Џун фан гунг фу (енгл. Jun Fan Gung Fu; дословно Брус Лијев кунг фу). У суштини, то је био његов приступ вингчуну. Ли је подучавао пријатеље које је упознао у Сијетлу, почевши са џудоком Џесијем Гловером, који је наставио да учи неке Лијеве ране технике. Таки Кимура је постао Лијев први инструктор сарадник, који је наставио да друге подучава Лијевом борилачком вјештином и филозофијом и послије његове смрти. Ли је отворио своју прву школу борилачких вјештина у Сијелту, под називом Ли Џун фан гунг фу институт.
Ли је напустио колеџ 1964. године и одселио у Оукланд, гдје је живио са Џејмсом Јимом Лијем. Џејмс Ли је био двадесет година старији од Брус Лија и био је познат мајстор кинеских борилачких вјештина. Они су заједно основали други Џун фан гунг фу студио борилачких вјештина у Оукланду. Џејмс Ли је био одговоран за упознавање Брус Лија са Едом Паркером, америчким мајстором борилачких вјештина и организатором Лонг Бич међународног првенства у каратеу, на коме је касније „Холивуд” открио Брус Лија.

### Борба са Вонг Џек Меном
У Кинеској четврти у Оукланду 1964. године Ли је имао контроверзну приватну борбу са Вонг Џек Меном, личним учеником Ма Кин Фунга који је познат по свом мајсторству сингјићуена, бејшаолина и тајђићуена. Према Лију, кинеска заједница му је упутила ултиматум да престане да подучава некинезе борилачким вјештинама. Када је он то одбио, изазван је на борбу са Вонгом. Договор је био, ако Ли изгуби мораће да затвори своју школу; ако побједи, Ли ће моћи да подучава бијелце и све остале. Вонг је то порицао, изјавивши да је захтјевао да се бори против Лија након што се он хвалио током једне од својих демонстрација у позоришту у Кинеској четврти да може побједити било кога у Сан Франциску и да Вонг није дискриминисао бијелце или друге некинезе. Ли је коментарисао, „тај папир је имао имена свих шифуа из Кинеске четврти, али ме они не плаше”.
Појединци за које се зна да су присуствовали борби су Кадвел, Џејмс Ли (Брус Лијев сарадник, не рођак) и Вилијам Чен, учитељ тајђићуена. Вонг и Вилијам Чен су изјавили да је борба трајала неуобичајено дугих 20—25 минута. Вонг је тврдио да је прво очекивао озбиљан, али углађен напад; међутим Ли га је напао веома агресивно са намјером да га убије, одмах од почетка борбе када је одговорио на традиционално Вонгово руковање претварајући се да прихвата руковањем, али је умјесто тога руком кренуо према Вонговим очима. Приморан да брани свој живот, ипак се суздржао од напада на Лија са убилачком снагом када се указа прилика, зато што је могао да заради затворску казну. Борба је завршена због Лијеве „необичне задиханости”, за разлику од одлучног даха осталих бораца. Према Брусу Лију, Линди Ли Кандвел и Џејмсу Јиму Лију, борба је трајала само три минута, са одлучујућом побједом Лија. Линда је навела: „Када је борба почела, то је била борба без правила и трајала је три минуте. Брус је спустио тог типа на земљу и рекао ’Да ли одустајеш?’ и мушкарац је рекао да одустаје”.
Џек Росен из часописа Mental Floss рекао је да је аутор Рик Винг, посвећени Вонгов ученик, представио на нешто другачији начин борбу након интервјуисања Вонга и неколико очевидаца борбе за Showdown in Oakland: The Story Behind the Wong Jack-man – Bruce Lee Fight. У Винговој књизи о борби налази се сљедеће:
Ли је почео да се креће одмах након руковања, оштро нападајући на Вонгово чело, а затим је наставио са серијом удараца ногом у препоне и ударцима песницама великог обима, од којих је већину Вонг задобио у предјелу груди.
Вонг се помјерио бочно и није био толико агресиван као темпераментни Ли; он [Вонг] је рекао својим пријатељима да не би користио ударце ногом, које је сматрао најопаснијим оружјем, јер није желио трајно повриједити Лија. Он је, међутим, носио пар кожних навлака на својим чланцима и један од његових удара био је упућен у близини Лијевог врата, због чега се затетурао. Вонг је наставио са крагном, али је изабрао да не напада док Ли види двоструко.

Послије 20 минута Лијевог притиска на акцију и Вонговог тражења његових слабих тачака, Вонг је изгубио ослонац и пао на земљу, када га је Ли покушао заскочити. Посматрачи су Вонгу рекли су се плашили да је Ли превише гнијеван и то га је спрјечавало да развије борбу.
Неколико недеља након борбе, Ли је дао интервју у коме је рекао да је побиједио неименованог изазивача, на шта је Вонг рекао да се то очигледно односило на њега. Као одговор, Вонг је објавио сопствену изјаву о борби у кинеском Pacific Weekly, новинама на кинеском језику из Сан Франциска, са позивом на јавни реванш ако Ли није задовољан изјавом. Ли није одговорио на позив, упркос својој репутацији да насилно одговора на сваку провокацију и није било других јавних порука, иако је Ли наставио да подучава бијелце.

### Физичка припрема
Брус је сматрао да велики број оних који се баве борилачким вештинама није обраћао довољно пажње на физичку спрему. Такође је сматрао да се сувише времена посвећује развијању вештине, а премало припреми појединца за борбу. Био је заинтересован за развијање што веће брзине и моћи без добијања крупних мишића, и према том циљу је усмеравао свој програм вежби са теговима. Стално је експериментисао, често мењајући елементе свог тренинга, и због ове чињенице не постоји прецизно одређен Брус Лијев метод тренинга који би сви они заинтересовани могли да користе.
У почетку (1965) Ли је користио једноставан програм који су му препоручили два пријатеља који су се бавили бодибилдингом. Он се састојао од основних, вишезглобних вежби попут бенч преса, чучњева и олимпијског дизања.
Брус је обраћао посебну пажњу на развијање трбушних мишића, које је сматрао за једну од најбитнијих мишићних група за борца. Ли је сматрао да буквално сваки покрет захтева одређен степен рада трбушних мишића. Оно што је можда још важније је то да трбушњаци служе као штит за ребра и виталне органе.
Кардио-васкуларне вежбе су такође биле сталан део Брус Лијевог тренинга - оне су биле значајан чинилац у одржавању његове телесне масти на рекордно ниском нивоу од 1,4% (поређења ради, особе чији су нивои телесних масти око 4% или нижи имају тела која се сматрају изузетно дефинисаним).
Брус Ли је осим тренингу био веома посвећен и својој исхрани. По доласку у САД, Брус се заинтересовао за здраву храну и трудио се да уноси само оно што ће користити његовом телу. Због овога је, на пример, веома ретко јео пецива јер она у односу на неке друге врсте хране садрже превише празних калорија (садрже углавном просте угљене хидрате). Неколико пута на дан, узимао је високопротеинско пиће направљено од млека у праху, ледене воде, јаја, љуски од јаја, банана, биљног уља, брашна од кикирикија и чоколадног сладоледа. Такође је пио сопствене сокове састављене од поврћа и воћа, јабука, целера, шаргарепе спремљених у блендеру.
Брус је повремено јео месо и јео велике количине воћа и поврћа. У каснијим годинама постао је зналац о витаминима и сваки дан је одређивао себи тачну количину витамина А, Б, Ц, Д, Е.

## Брус Лијеви подвизи
Брзина Брус Лијевог ударца са удаљености од 90 cm била је 5 стотинки. Изводио је склекове на једној руци користећи само 2 прста, могао да пробије врећу од 70 килограма једним сајдкиком (ударац са стране), могао је да баца зрна пиринча у ваздух и да их затим хвата у лету користећи штапиће за јело. Могао је да пробије неотворену конзерву Кока Коле прстима (ово је било у време када су се конзерве правиле од челика - много тврђе од данашњих алуминијумских конзерви).

## Цитати Брус Лијевих пријатеља о његовим подвизима
Дени Иносанто - „Брус је био заинтересован само за снагу коју је могао одмах да претвори у моћ. Сећам се: једном приликом смо се ја и Брус шетали плажом у Санта Моници. Одједном један огромни бодибилдер прође крај нас и ја рекох Брусу: „Човече погледај руке оног момка“. Никада нећу заборавити његову реакцију; рекао је „Да, крупан је али, да ли је моћан?“
Чак Норис - „Ли, кило по кило, је свакако био један од најјачих људи на свету, и сигурно један од најбржих.“
Џеси Гловер - „Брус би узео бучицу од 31 kg једном руком и подигао је до латералне позиције, у равни са раменом и затим би је задржао у том положају неколико секунди. Нико други кога сам познавао није могао ни да је подигне дотле, а камоли да је држи.“

## Филмографија
- У змајевом гнезду
- На змајевом путу
- Игра смрти
- Велики газда
- Песница гнева